# Star Wreck
Star Wreck ist eine von Samuli Torssonen erdachte Serie von finnischen Science-Fiction-Parodien, die sich durch zahlreiche Anspielungen und teils skurrilen Humor auszeichnen. Der erste Film, schlicht Star Wreck genannt, war eine einfache Computer-Animation im Stil des Computerspieles Star Control. Die späteren Folgen sind teilweise 3D-Computeranimationen, auch mit animierten Zeichentrick-Charakteren; die letzten Filme sind mit realen Schauspielern gedreht und enthalten aufwendige CGI-Animationen. Alle Filme sind in finnischer Sprache gedreht und mit englischen Untertiteln versehen.
Wie der Name erahnen lässt, werden vor allem die Fernsehserie Raumschiff Enterprise (englisch: Star Trek) und die Spin-offs der Serie parodiert. Star Wreck zeigt die Abenteuer des Raumschiffs "C.P.P. Potkustart" (auf Englisch: C.P.P. Kickstart) und seiner Besatzung unter dem Kommando vom Kapitän James B. Pirk (eine Parodie auf James T. Kirk). Weitere Besatzungsmitglieder sind unter anderem Mr. Fukov (Homophon zu Fuck off, im Original: Chekov), Mr. Spook (Mr. Spock), Mr. Dwarf (Worf), Chefingenieur Shitty (Scotty) und Mr. Info (Data).
Die Serie besteht bisher aus den folgenden Filmen:
- Star Wreck (1992)
- Star Wreck II: The Old Shit (1994)
- Star Wreck III: Wrath of the Romuclans (1995)
- Star Wreck IV: The Kilpailu (1996)
- Star Wreck V: Lost Contact (1997)
- Star Wreck 4½: Weak Performance (2000)
- Star Wreck: In the Pirkinning (2005)
- Star Wreck 2π: Full Twist, now! (2012)[1][2]